# Ждун
Homunculus loxodontus (у Русији и код нас познатији као „Ждун”) је скулптура холандског умјетника Маргарит ван Бреворт (хол. Margriet van Breevoort), настала 2016. године на  Лејденском универзитету у граду Лејдену, у Холандији. 
У почетку скулптура се налазила у дјечијој болницу у Лејдену. Од фебруара 2017. године, скулптура је пресељена у Универзитетски медицински центар у Лејдену и налазила се у сали са више од 10 других скулптура. Дана 19. фебруара 2017. године, скулптура се налази на улазу у овог Центра.

## Опис скулптуре
Скулптура је представљена као наго створење, сиве боје, чија глава изгледом подсјећа на сјеверног морског слона са огромним тијелом ларве и рукама старца, који мирно сједи на столици у чекаоници.
У јануару 2017. године, постао је популаран интернет мим у Рунету, под називом „Ждун”.